# یونجی
یونجی، روستایی از توابع بخش مرکزی شهرستان ملایر در استان همدان ایران است.

## جمعیت
این روستا در دهستان حرم‌رود علیا قرار دارد و براساس سرشماری مرکز آمار ایران در سال ۱۳۹۵، جمعیت آن ۱۵۱ نفر (۴۶خانوار) بوده‌است.